# Alchemilla sattimae
Alchemilla sattimae é uma espécie de rosácea do gênero Alchemilla, pertencente à família Rosaceae.